# Johan Van Iseghem
Johan van Iseghem (Brugge, 1952) is een voormalig hoogleraar in de moderne Nederlandse literatuur en moedertaaldidactiek Nederlands aan de Katholieke Universiteit Leuven.

## Biografie
Johan van Iseghem studeerde wijsbegeerte en letteren aan de Katholieke Universiteit Leuven en promoveerde in 1988 tot doctor in de Germaanse talen.  Hij begon in 1974 zijn loopbaan in het onderwijs als leraar in het Sint-Lodewijkscollege (Brugge). Hij werd in 1991 aangesteld als hoofddocent en later als hoogleraar aan de universiteit waar hij eerder had gestudeerd. Hij doceerde zowel in Leuven (faculteit Letteren) als in Kortrijk (KULAK). In 2017 ging hij met emeritaat.
Hij schreef bijdragen over verschillende literaire auteurs, maar maakte van het bestuderen van  Guido Gezelle en diens oeuvre een belangrijk onderdeel van zijn activiteiten. Zijn doctoraatsverhandeling, Guido Gezelles ‘Vlaemsche Dichtoefeningen’ (1858), een benadering van de dichter en het werk, werd in 1993 door de Koninklijke Academie voor Nederlandse Taal- en Letterkunde bekroond en uitgegeven. Hij was lid van het Guido Gezellegenootschap. Daarnaast  publiceerde hij over onderwijsproblemen, over taal- en literatuuronderwijs en lerarenopleiding.
Johan van Iseghem verdiepte zich in zijn vrije tijd in studies over theater, toneelgeschiedenis, decorbouw, kostumering enz. Hij werd geregeld uitgenodigd, door diverse toneelgroepen, om de regie van stukken waar te nemen, o.a. Les maxibules (Marcel Aymé), Barefoot in the park (Neil Simon), La locandiera (Carlo Goldoni), Staromódnaja Komédija (Alexej Nikolajewitsj Arbusow), Confusions (Alan Ayckbourn) en Saint-Emilion (Lode Pools). Hij creëerde in 2019 The Wreck (Leslie Liautaud), de eerste opvoering van dit drama buiten de States.  
Hij werd bekroond voor zijn regie van De knecht van twee meesters van Carlo Goldoni. Onder zijn regie won de Toneelkring Reynaert uit Sint-Kruis ook het Hansajuweel met de opvoering van Een man voor alle tijden van Robert Bolt. Voor de creatie en regie van De dwaalgast (Danny Everaert) bij Were Di in Oostkamp en voor de regie van De music-box (Marc Smet) bij Het Zingend Vuurgeboomte in Loppem kreeg hij een provinciale nominatie voor beste regie. Hij tekende vaak zelf de uit te voeren decors.
Op emeritaatsleeftijd publiceerde hij voor het eerst eigen dichtwerk in de bundels Uit de tijd (2021) en Boekwijd (2023). Tussendoor, in 2022, verscheen van zijn hand de uitvoerige monografie Spreken met het licht over leven en werk van beeldhouwer Adelin De Craene.

## Diverse publicaties
- Cornelis Kiliaan, dit spécial. In: Biekorf  80, 1980, 12-23 & 110-116.
- De uitspraak van het Brugs. Enkele aantekeningen naar aanleiding van het ‘woordenboek van de Vlaamse dialecten. In: Biekorf  83, 1983, 229-252.
- Bij één eeuw Biekorf.  Feestrede op 13 mei 1990. In: Biekorf  90, 1990, 13-26.
- Over het resultaat van een uurtje stilzitten en andere eindtermen voor literatuuronderwijs. In: Tsjip 3, 1993, 39-42.
- Sleutelen aan de gasfitter. Beschouwingen bij de sonnettencyclus van Gerrit Achterberg "Ballade van de gasfitter". In: F. Baert, L. Demeester, V. Nachtergaele & K. Porteman (eds.), Tekens voor Thomas. Tielt: Lannoo, 1994, 209-220.
- Gasfitter doet Golgotha. De religieuze laag in Gerrit Achterbergs "Ballade van de gasfitter". In: Spiegel der Letteren 36, 1994, 149-179.
- Rhetoric and Education in 19th-century Flanders. In: S. IJsseling a G. Vervaecke (eds.), Renaissances of Rhetoric. Leuven: Leuven University Press, 1994, 155-178.
- Ik ben niet dan in uw aarde, een bloemlezing met moedergedichten. Brugge: Stichting Kunstboek, 1995.
- Retoriek en literatuuronderwijs in Vlaanderen in de 19de eeuw. In: Spiegel 14, 1996, 7-25.
- Zie je wel (ed.) (foto's N. Maes, poëzie H. de Coninck, E. Gerlach, L. Gruwez, E. Leeflang & E. Verpale). Brugge: Stichting Kunstboek, 1996.
- Taal in de opleiding verpleegkunde: het woord bij de daad. In: Hospitalia, 1996, 2, 63-67 & in: Psychiatrie en verpleging. Tijdschrift voor hulpverleners in de geestelijke gezondheidszorg, 1997, 5, 366-375.
- Eugeen van Oye. Avondschemer (teksteditie). Leuven: Uitgeverij P, 1999.
- Literatuuronderwijs in de les Nederlands in Vlaanderen: speerpunten voor een debat, in: Verslagen en mededelingen van de Koninklijke Academie voor Nederlandse taal- en letterkunde, 109-1, 1999, 45-56.
- De kerststal van Felix Timmermans, in: In den bloeyenden Wijngaerdt. Jaarboek 1999 van het Felix Timmermansgenootschap, 1999, 36-45.
- Licht voor de lantaarn. Een nieuwjaarswens uit 1890. In: Marina Marissen (red.), Gezelle voor beginners. Suggesties om te werken rond gedichten van Guido Gezelle. Antwerpen: Katholiek Centrum voor Lectuurinformatie en Bibliotheekwerk (KCLB), 1999, 37-43.
- Eugeen van Oyes laatste poëzieprojecten in 1924, in: Verslagen en mededelingen van de Koninklijke Academie voor Nederlandse taal- en letterkunde, 112-1, 2002, 49-81.
- Un quart de siècle d'enseignement du Néerlandais langue maternelle dans l'enseignement secondaire en Flandre. In: Association internationale pour le développement de la recherche en Didactique du Français Langue Maternelle. La lettre de l'Association, 31-2, 2002, 31-37.
- Een pleidooi voor construerend onderzoek over mondelinge taalvaardigheid in het schoolvak Nederlands. In: J. Binon, P. Desmet, J. Elen, P. Mertens & L. Sercu (red.),  Tableaux Vivants. Opstellen over taal-en-onderwijs aangeboden aan Mark Debrock. Leuven: Universitaire Pers, 2002, 319-335.
- De ouverture van "De Leeuw van Vlaenderen". In: E. Vanhoutte (red.), De ene leeuw is de andere niet. Zeven maal De Leeuw van Vlaenderen herlezen. Antwerpen: AMVC-Letterenhuis (AMVC-publicaties 5), 2002.
- Diepzwart en zilverwit. Het thema van de negerslaven in recente Nederlandse literatuur. In: E. Brems, G. Claassens & J. Lensen (ed.), Ken ik u niet? Over het vreemde en de vreemdeling in de Nederlandse literatuur. Leuven: Peeters, 2003.
- Driemaal Herman de Coninck over beeldende kunst. In: M. Van Vaeck, H. Brems & G. Claassens (red.), De steen van Alciato. Literatuur en visuele cultuur in de Nederlanden. Opstellen voor prof. dr. Karel Porteman bij zijn emeritaat, Leuven: Peeters, 2003, 91-110.
- Op weg naar het wonder. Over "De drie koningen aan de kust" van Stijn Streuvels. In: M. Desmedt (red.), Kerstwake. Jaarboek 8 van het Stijn Streuvelsgenootschap. Tielt: Lannoo, 2003, 153-175 & 263-265.
- "Mijmeringen". Een onbekend manuscript van Caesar Gezelle. In: Verslagen en mededelingen van de Koninklijke Academie voor Nederlandse taal- en letterkunde, 116-3, 2006, 419-488.
- Literatuurdidactiek als confrontatie. In: André Mottart & Steven Vanhooren (red.), Twintigste conferentie Het Schoolvak Nederlands. Gent: Academia Press, 2006, 258-264.
- Voor altijd vergaan in ’t ijle van de wind”. Stijn Streuvels, Caesar Gezelle en de familie Gezelle. In: M. De Smedt (red.), ‘Wie heet er u te slijten?’, Jaarboek 12 van het Stijn Streuvelsgenootschap. Tielt: Lannoo, 2007, 187-228 & 326-332.
- (Ed.) i.s.m. Bernadette Rutgeerts, An Faems & Karel Van Rompaey. Ridders, jonkvrouwen en liefde in de pc. Webquest Nederlands, 2007.
- (& Bernadette Rutgeerts, Isabel Smets, Jan Uyttendaele, José Vandekerckhove - m.m.v. Bart De Craemer, Isabel Denolf, Sigrid Persyn). Het CEFR: een wERKinstrument ook voor NT1-sprekers. Bundel studiedag, Leuven, Vliebergh-Sencie, 2007.
- "Alsof ze malkander goed verstonden". Afsluitende suggesties voor onderzoek. In: M. De Smedt (red.), "Een wijf is een wijf. Mannen en vrouwen bij Stijn Streuvels." Jaarboek 13 van het Stijn Streuvelsgenootschap. Tielt: Lannoo, 2008, 267-276 & 318-319.
- Van biezenstekkers, rijke luizen en lieden op de dool. 19de-eeuwse teksten in de klas. In: Steven Vanhooren & André Mottart (red.), Tweeëntwintigste conferentie Het Schoolvak Nederlands. Gent: Academia Press, 2008, 166-172.
- Hoe “natuurlijk” is naturalisme? In: Johan van Iseghem (red.), B. Rutgeerts, I. Smets, J. Uyttendaele & J. Vandekerckhove. Van biezenstekkers, rijke luizen en lieden op de dool. Met de klas op wandel in de 19de eeuw. Reflecties en lesconcepten, Nascholingsbundel Leuven, Vliebergh-Sencie, 2008, p. 1-8.
- Formele aspecten. In: Johan van Iseghem (red.), B. Rutgeerts, I. Smets, J. Uyttendaele & J. Vandekerckhove, Van biezenstekkers, rijke luizen en lieden op de dool. Met de klas op wandel in de 19de eeuw. Reflecties en lesconcepten. Nascholingsbundel Leuven, Vliebergh-Sencie, 2008, 20-28.
- Historiserende aanpak. In: Johan van Iseghem (red.), B. Rutgeerts, I. Smets, J. Uyttendaele & J. Vandekerckhove, Van biezenstekkers, rijke luizen en lieden op de dool. Met de klas op wandel in de 19de eeuw. Reflecties en lesconcepten. Nascholingsbundel Leuven, Vliebergh-Sencie, 2008, 35-39.
- Stormnacht op het platteland. Over de “Landelijke historie” van Herman Teirlinck. In: Dag van het Nederlands. Documentatiemap voor de deelnemers (8 oktober 2008). Kortrijk: Eekhoutcentrum, 2008, 5 + VII p.
- Mijmeringen. Caesar Gezelle (teksteditie). Gent: Koninklijke Academie voor Nederlandse Taal- en Letterkunde, 2009.
- Over het kluwen van onze goede bedoelingen en het doorknippen van de draad. Legitimaties van literatuuronderwijs. In: Johan van Iseghem (red.), B. Rutgeerts, I. Smets, J. Uyttendaele & J. Vandekerckhove, Wie is bang van het portfolio? Een tweedaagse over literatuuronderwijs. Deel 1: Referaten van donderdag 20 augustus 2009. K.U. Leuven, Faculteit Letteren / Specifieke Lerarenopleiding Nederlands / Vliebergh-Sencie, 1-10.
- Stijn Streuvels en de Kroniek van de familie Gezelle. In: M. De Smedt (red.), Stijn Streuvels en 'Avelghem'. 'Weeral en nog eens: voor mijn plezier, Jaarboek 17 van het Stijn Streuvelsgenootschap. Tielt: Lannoo, 2012.
- Gezichten van gedichten: leerlingen laten spreken over stijl in poëzie. In: Steven Vanhooren & André Mottart (red.). Vijfentwintigste conferentie Het Schoolvak Nederlands. Gent: Academia Press, 2012, 216-221.
- Heren en beren: een kwestie van taal. Marten Toonder in het schoolvak Nederlands. In: André Mottart & Steven Vanhooren (red.). Zesentwintigste conferentie Het Schoolvak Nederlands. Gent: Academia Press, 2012, p. 200-206.
- Woord vooraf. In: Piet Thomas, Experiment en traditie II. Een keuze uit opstellen en voordrachten, ingeleid door Johan van Iseghem. Antwerpen- Apeldoorn, Garant, 2014, 7-18.
- Moet dat nu echt, die literatuur?. In: André Mottart & Steven Vanhooren (red.). Achtentwintigste conferentie Het Schoolvak Nederlands. Gent: Academia Press, 2014, 160-168.
- Literatuur: nut en noodzaak. In: Dick Schram (red.). Hoe maakbaar is de lezer? De doorgaande leeslijn in wetenschappelijk perspectief. Stichting Lezen Reeks 25. Delft: Eburon, 2015, 41-58.
- Ouder dan een halve eeuw: voorgoed onder de sneeuw? Over historische teksten in de les Nederlands. In: André Mottart & Steven Vanhooren (red.). Dertigste Conferentie Onderwijs Nederlands. Gent: Scribis, 2016, 330-336.
- "De dubbelfluit" in het licht van de literatuurdidactiek toen en nu, in: Verslagen en mededelingen van de Koninklijke Academie voor Nederlandse taal- en letterkunde, 128-2, 2018,167-189.
- Een uur Nederlands schrappen? Geen goed idee. In: Weekend Knack, 18 sept. 2018.

## Publicaties over Guido Gezelle
- Het Godsbewustzijn van Guido Gezelle in zijn romantische periode (1830-1865), licentiaatsverhandeling (onuitgegeven). KU Leuven, 1974.
- Gezelle en de Arabieren. In: Biekorf  80-7, 1980, 325-329.
- De dichter van de beltrom. In: Biekorf  80-7, 1980, 279-293.
- Mengelmaren. Rond een Gezellejaar. In: Biekorf  80-7, 1980, 368-375 .
- Bij een jeugdherinnering van Gezelle. Piro te Brugge?, in: Biekorf  85-3, 1985, 269-270.
- Een drukke tijd voor drukker De Plancke. Biekorf bij de dood van Gezelle. In: Biekorf  86-1, 1986, 62-80 en 86-3, 1986, 318.
- Gezelle in woord en beeld (recensies). In: Dietsche Warande en Belfort, 133, 1988, 204-207.
- Een bouwheer en zijn tekst. Over inhoud en structuur van Gezelles "Pachthofschilderinge". In: Gezelliana. Kroniek van de Gezellestudie, 1, 1989-2, 440-445.
- Guido Gezelles filosofiestudies te Roeselare. Cijfers bij een brief. In: Biekorf  89, 1989-4, 440-445.
- Aspecten van de esthetica achter Gezelles "Vlaemsche Dichtoefeningen".  In: Spiegel der Letteren 32, 1990-1, 33-50.
- Bij één eeuw Biekorf. In: Biekorf  90, 1990-1, 13-26.
- Problemen van het Klein Seminarie in Gezelles leerlingentijd. In: De Leiegouw 32, 1990-1, 59-68.
- Gezelle en het provincialisme: een aanval of een uitval? In: Biekorf  90, 1990-2, 133-157.
- De Averulle en de Blomme. Een verhaal over roekeloze meikevers. In: Dietsche Warande en Belfort 135, 1990-2, 218-223.
- Schilder met de pen, dichter met het penseel. Een tweeluik met Gezelle en Van Gogh. In: Dietsche Warande en Belfort 135, 1990, 6, 694-699.
- Aspecten van de esthetica achter Gezelles "Vlaemsche dichtoefeningen". In: Spiegel der Letteren 32, 1990-1, 33-50.
- Een kroniek over Guido Gezelle? In: Handelingen van de Koninklijke Zuidnederlandse Maatschappij voor Taal- en Letterkunde en Geschiedenis, 44, 1990, 171-185.
- Het belang van Gezelles brieven voor het onderzoek. In: Gezelliana. Kroniek van de Gezellestudie 3, 1991-2, 69-87.
- Guido Gezelles "Vlaemsche Dichtoefeningen". Een benadering van de dichter en het werk. Gent: Koninklijke Academie voor Nederlandse Taal- en Letterkunde, 1993.
- Kroniek van de jonge Gezelle. Tielt: Lannoo, 1993.
- Guido Gezelle. Vlaemsche Dichtoefeningen, in: Lexicon van Literaire Werken. Groningen: Wolters-Noordhoff, februari 1993.
- Humoristische toonzetting bij de start van Gezelles " 't Jaer 30". In: Vlaanderen 48, 1999-1, 16-27.
- Bruggen en wegen. Aanschouwelijk onderwijs. In: Muziek en Woord. Maandelijks cultureel programmablad van Radio 3 & Canvas - 302, november 1999, 7-8.
- De individuele expressie van andermans emotie. In: Johan van Iseghem (red.), 't  Is al zoo van buiten, ’t is al zoo van bin'. Guido Gezelle in Kortrijk 1872-1899. Kortrijk: Stedelijke Openbare Bibliotheek, 1999, 103-120.
- De afkomst van Guido Gezelle. In: J. van Iseghem (red.), Guido Gezelle 1899-1999. Tien reken en een toovertik. Brugge: Stichting Kunstboek, 1999, 14-21
- De veranderende wereld. In: J. van Iseghem (red.), Guido Gezelle 1899-1999. Tien reken en een toovertik. Brugge:Stichting Kunstboek, 1999, 22-27.
- Gezelle als leraar 'histoire naturelle". In: J. van Iseghem (red.), Guido Gezelle 1899-1999. Tien reken en een toovertik. Brugge: Stichting Kunstboek, 1999, 28-37.
- Gezelles vorming en literatuuronderwijs. In: J. van Iseghem (red.), Guido Gezelle 1899-1999. Tien reken en een toovertik. Brugge: Stichting Kunstboek, 1999, 44-51.
- Huzaren, zoeaven en mandarijnen. In: J. van Iseghem (red.), Guido Gezelle 1899-1999. Tien reken en een toovertik. Brugge: Stichting Kunstboek, 1999, 78-87.
- (i.s.m. An de Vos) Selectieve chronologie. In: J. van Iseghem (red.), Guido Gezelle 1899-1999. Tien reken en een toovertik. Brugge: Stichting Kunstboek, 1999, 12-133.
- Gezelle humorist. Leuven: Davidsfonds, 1999.
- Guido Gezelle. 1. Mai 1830 - 27. November 1899. Leben und Werk. In: L. Missine & L. Geeraerdts, Zehn Zeilen und ein Zauberschlag. Guido Gezelle (1830-1899). Priester, Lehrer und Dichter. Münster / New York / München / Berlin: Waxmann, 2000, 11-25.
- (i.s.m. An de Vos) Chronik zu Guido Gezelle und seinem Werk. Eine Auswahl. In: L. Missine & L. Geeraerdts, Zehn Zeilen und ein Zauberschlag. Guido Gezelle (1830-1899). Priester, Lehrer und Dichter. Münster / New York / München / Berlin: Waxmann, 2000, 91-100.
- Gezelle vertaald. Kapellen: Pelckmans / De Nederlandsche Boekhandel, 2003.
- Bibliografie van Gezellevertalingen in de vorm van zelfstandige publicaties en bloemlezingen. Website van het Guido Gezelle-archief, Brugge, 2005.
- Daar roert entwat: het Gezellemuseum in 2010. In: Handelingen van het Genootschap voor Geschiedenis te Brugge 147, 2010-1, 236-241.
- Licht en schaduw op de biografie van Gezelle: Caesar Gezelles brieven uit Versailles (1915-1918). In: Verslagen en Mededelingen van de Koninklijke Academie voor Nederlandse Taal- en Letterkunde, 120-2, 2010, 113-136.
- Voorwoord. In: Bart Vandekerckhove (samenst.). Gezelle gezongen. Dichter bij de meester (cd met bijhorende brochure). HKM Literatuur / Hans Kusters, 2019.
- Kroniek van de jonge Gezelle als leraar in Roeselare 1854-1860, 2019
- Een dichter op de politieke toer. In: Rijmtijd 89, 2020, 11-17.
- De dichter online. Nieuwe website over Guido Gezelle. In: Handelingen van het Genootschap voor Geschiedenis te Brugge 157, 2020-1, 169-176.
- De overschoone Mandel, 2021.
- Poëzie als bouwsteen in Gezelles onderwijs. In: Rijmtijd 94, 2021, 7-21.
- Gezelle en SjingSjang. In: Rijmtijd 95, 2022, 98-99.
- Guido Gezelle, 125 jaar later. In: Kerk-in-zicht, november 2024, 14-15.
- Spiritualiteit en natuur bij de jonge Gezelle. In: Biekorf, Extra Gezellenummer, 27 november 2024, 434-458.

## Andere publicaties
- Donker als december (theater /zoektocht), 2021.
- Donker als december (toneelversie), 2021.
- Uit de tijd. Leuven: Uitgeverij P, 2021 (poëzie).
- Spreken met het licht. Leven en werk van Adelin De Craene. Brugge: Stichting Kunstboek, 2022.
- Boekwijd. Leuven: Uitgeverij P, 2023 (poëzie).
- En nu naar Egypte. Antwerpen: Toneelfonds J. Janssens, 2024 (thriller in twee bedrijven, naar Een gezellig avondje thuis, G. Gheuens)